# 大鳴戸部屋
大鳴戸部屋（おおなるとべや）は、昭和中期と平成期に日本相撲協会に存在した立浪・伊勢ヶ濱連合（現・伊勢ヶ濱一門）の相撲部屋。

## 沿革
朝日山部屋の元幕内・二瀬山の5代大鳴戸が、1960年（昭和35年）に朝日山部屋から独立して大鳴戸部屋を創設した。しかし元関脇・高津山の15代朝日山が1963年（昭和38年）に急逝したため、二瀬山の5代大鳴戸が16代朝日山を襲名して朝日山部屋を継承し、大鳴戸部屋を合併して再出発した。
後の関脇・高鐵山は旧朝日山部屋、後の小結・若二瀬は旧大鳴戸部屋の所属であったが、1975年（昭和50年）10月に二瀬山の16代朝日山親方が亡くなった後、若二瀬（同年3月場所限りで引退し年寄・浦風→北陣）が17代朝日山を襲名して朝日山部屋を継承、高鐵山（同年1月場所限りで引退し年寄・11代大鳴戸）は大鳴戸部屋を興すことと相成った。
再出発した大鳴戸部屋は、実業団相撲のホープ板井圭介が入門して間もなく幕内に昇進し、小結を務めるなど幕内に定着して活躍した。また、板井よりも先に入門していた維新力も十両に昇進した。しかし、板井は引退後協会に残れず、維新力がプロレスに転向した1990年以降は関取のいない状態が続いた。自身の借金問題などもあり1995年（平成7年）1月に11代大鳴戸は廃業し、行司の式守修一郎（現・6代式守鬼一郎）を含む弟子達は元小結・黒瀬川の桐山部屋に移って部屋を閉じた。
その後、大鳴戸の名跡は立浪・伊勢ヶ濱連合を離れ、2023年現在は出羽海一門である藤島部屋の部屋付き年寄のひとり、元大関・出島が名乗っている。

## 師匠
- 5代：大鳴戸勝語（おおなると しょうご、前2・二瀬山、大阪）
- 11代：大鳴戸秀容（おおなると ひでやす、関脇・高鐵山、北海道）

## 力士
（大鳴戸部屋所属時に十両以上）

### 小結
- 板井圭介（大分）11代弟子

### 十両
- 維新力浩司（東京）11代弟子